# Alexis Brocherel
Alexis Brocherel (Courmayeur, 1874 - Courmayeur, 1927) foi um alpinista e guia de alta montanha valdotano e participante de várias expedições.

## Biografia
Implicou-se em várias expedições com Tom George Longstaff, e é com o seu irmão Henri que Alexis Brocherel realiza e bate vários recordes na montanha.

## Ascensões
- 1906- Primeira ascensão do Mont Brouillard, pela aresta oeste, com Karl Blodig e Oscar Eckenstein; 10 de julho
- 1911 - Primeira ascensão da Aiguille du Grépon pela via Grépon-Mer de Glace com H.O. Jones, R. Todhunter e Geoffrey Winthrop Young com Joseph Knubel, utilizando a Fissura_Knubel (a primeira passagem com a cotação V+ do Monte Branco; 19 de agosto
- 1915 - Segunda ascensão da Pointe de Pré de Bar (3659 m, Massif du Mont-Blanc) com Henri Rey e E.G. Oliver; 24 Ago.

## Expedições
- 1905 - Tentativa no Nanda Kot (6 861 m) com o seu irmão Henri Brocherel e Tom George Longstaff
- 1905 - Tentativa da Gurla Mandhata (Himalaya) com Henri Brocherel e Tom George Longstaff, e um novo recorde de altitude em alpinismo com mais de 7000 m
- 1905 - Tentativa do Trisul com Henri Brocherel e Tom George Longstaff
- 1907 - Ascensão do Trisul com Henri Brocherel e Tom George Longstaff, que era com 7 120 m de  altura o monte mais alto jamais subido; 12 de junho
- 1907 - Exploração do Kamet com C. G. Bruce, A. L. Mumm, Henri Brocherel e Tom George Longstaff
- 1909 - Expedição ao K2 com Luís Amadeu de Saboia, mas acabam por subir ao Chogolisa
- 1910 - Tentativa  do Kamet com Charles Meade e Pierre Blanc